# LNER-Klasse A3
| LNER-Klassen A1 und A3                                | LNER-Klassen A1 und A3                                                      | LNER-Klassen A1 und A3                                                      |
| ----------------------------------------------------- | --------------------------------------------------------------------------- | --------------------------------------------------------------------------- |
| Lokomotive LNER A3 Flying Scotsman im Zustand um 1959 |                                                                             |                                                                             |
| Lokomotive(n)                                         | A1                                                                          | A3                                                                          |
| Nummerierung                                          |                                                                             |                                                                             |
| GNR:                                                  | 1470–1481                                                                   |                                                                             |
| LNER:                                                 | 4470–4481 2543–2582                                                         | 2500–2508 2595–2599 2743–2752 2795–2797                                     |
| BR:                                                   | 60102–60112 60044–60054                                                     | 60035–60043 60084–60101                                                     |
| Technische Daten                                      |                                                                             |                                                                             |
| Anzahl:                                               | 52                                                                          | 27 Neubau + 51 umgebaute A1                                                 |
| Hersteller:                                           | GNR-Werkstätte Doncaster (32) NBL (20)                                      | GNR-Werkstätte Doncaster (27)                                               |
| Baujahr(e):                                           | 1922–1925                                                                   | 1928–1935                                                                   |
| Ausmusterung:                                         | Umbau in A3: 1927–1948                                                      | 1959–1966                                                                   |
| Bauart:                                               | 2’C1’ h3                                                                    | 2’C1’ h3                                                                    |
| Spurweite:                                            | 1435 mm (Normalspur)                                                        | 1435 mm (Normalspur)                                                        |
| Länge über Puffer:                                    | 21.466 mm (70 ft 5 1⁄8 in)                                                  | 21.466 mm (70 ft 5 1⁄8 in)                                                  |
| Länge Lok alleine                                     | 13.392 mm (43 ft 11 1⁄4 in)                                                 | 13.392 mm (43 ft 11 1⁄4 in)                                                 |
| Breite:                                               | 2743 mm (9 ft)                                                              | 2743 mm (9 ft)                                                              |
| Höhe:                                                 | 3987 mm (13 ft 1 in)                                                        | 3987 mm (13 ft 1 in)                                                        |
| Fester Radstand:                                      | 4420 mm (14 ft 6 in)                                                        | 4420 mm (14 ft 6 in)                                                        |
| Radstand Lok alleine:                                 | 10.896 mm (35 ft 9 in)                                                      | 10.896 mm (35 ft 9 in)                                                      |
| Gesamtradstand:                                       | 18.558 mm (60 ft 10 5⁄8 in)                                                 | 18.558 mm (60 ft 10 5⁄8 in)                                                 |
| Dienstmasse Lok alleine:                              | 93,9 t                                                                      | 97,8 t                                                                      |
| Dienstmasse mit Standard-Tender:                      | 150,5 t                                                                     | 155,0 t                                                                     |
| Reibungsmasse:                                        | 60,9 t                                                                      | 67,2 t                                                                      |
| Radsatzfahrmasse:                                     | 20,0 t                                                                      | 22,4 t                                                                      |
| Höchstgeschwindigkeit:                                | 160 km/h Rekord: 174 km/h                                                   | 160 km/h Rekord: 174 km/h                                                   |
| Indizierte Leistung                                   | 1270 kW (1700 hp)                                                           | 1270 kW (1700 hp)                                                           |
| Anfahrzugkraft: bei 85 % max. Kesseldruck             | 133 kN (29.835 lbf)                                                         | 146 kN (32.909 lbf)                                                         |
| Kuppelraddurchmesser:                                 | 2032 mm (6 ft 8 in)                                                         | 2032 mm (6 ft 8 in)                                                         |
| Laufraddurchmesser:                                   | vorn: 965 mm (3 ft 2 in) hinten: 1018 mm (3 ft 8 in)                        | vorn: 965 mm (3 ft 2 in) hinten: 1018 mm (3 ft 8 in)                        |
| Steuerungsart:                                        | Außenzylinder: Walschaerts Innenzylinder: konjugierte Steuerung von Grisley | Außenzylinder: Walschaerts Innenzylinder: konjugierte Steuerung von Grisley |
| Zylinderdurchmesser:                                  | 508 mm (20 in)                                                              | 483 mm (19 in)                                                              |
| Kolbenhub:                                            | 660 mm (26 in)                                                              | 660 mm (26 in)                                                              |
| Kesselüberdruck:                                      | 12,4 bar (180 lbf sq in)                                                    | 15,2 bar (220 lbf sq in)                                                    |
| Rostfläche:                                           | 3,83 m²                                                                     | 3,83 m²                                                                     |
| Strahlungsheizfläche:                                 | 20,0 m²                                                                     | 20,0 m²                                                                     |
| Verdampfungsheizfläche:                               | 272,2 m²                                                                    | 250,1 m²                                                                    |
| Überhitzerfläche:                                     | 48,8 m²                                                                     | 65,3 m²                                                                     |
| Kesseldurchmesser:                                    | 1956 mm                                                                     | 1956 mm                                                                     |
| Schlepptender                                         | Standardtender                                                              | Korridortender                                                              |
| Leermasse:                                            | 26,8 t                                                                      | 31,6 t                                                                      |
| Dienstmasse                                           | 57,2 t                                                                      | 63,4 t                                                                      |
| Brennstoffvorrat:                                     | 8,1 t Kohle                                                                 | 9,1 t Kohle                                                                 |
| Wasservorrat:                                         | 18,9 m³                                                                     | 22,7 m³                                                                     |

Die Klasse A3 der britischen London and North Eastern Railway (LNER) ist eine Baureihe von Schlepptenderlokomotiven für Schnellzüge mit der Achsfolge 2’C1’ Pacific und Dreizylinder-Triebwerk. Der Entwurf stammte von Sir Nigel Gresley, Chief Mechanical Engineer der LNER. Die ersten 52 Lokomotiven wurden zwischen 1922 und 1925 als Klasse A1 abgeliefert, jedoch ab 1927 schrittweise in Lokomotiven der Klasse A3 umgebaut, indem sie neue, leistungsfähigere Kessel erhielten.
Bis 1935 folgten weitere 27 Lokomotiven der Klasse A3 als Neubauten. Sie bespannten bis Ende der 1950er Jahre die hochwertigen Schnellzüge im Netz der LNER, die 1948 in die British Railways (BR) eingegliedert wurde. Die Lokomotiven wurden hauptsächlich auf der East Coast Main Line (ECML) zwischen London und Edinburgh eingesetzt, wo teilweise Züge ohne Zwischenhalte verkehrten.
Zwischen 1958 und 1966 wurden alle Lokomotiven ausgemustert. Die bekannteste und zugleich einzige erhaltene Lokomotive der Klasse ist die Nr. 4472 Flying Scotsman, die als erste britische Lokomotive offiziell schneller als 100 Meilen pro Stunde (160,9 km/h) fuhr.

## Geschichte

### Great Northern Railway
Im Jahr 1908 baute die Great Western Railway (GWR) die erste britische Lokomotive mit der in den USA bereits 1901 eingeführten Achsanordnung Pacific, die Nr. 111 The Great Bear. Diese blieb zunächst ein Einzelstück. Erst 1922 konstruierte Sir Nigel Gresley für die Great Northern Railway (GNR) erneut eine Pacific-Lokomotive, die für eine Anhängelast von 610 t (600 tn. l.) ausgelegt war. Die in den bahneigenen Werkstätten in Doncaster gebaute erste Lokomotive trug die Nummer 1470 und den Namen Great Northern. Kurze Zeit später folgte die zweite mit der Nummer 1471, die den Namen Sir Frederick Banbury erhielt.
Beide Lokomotiven übernahmen zunächst Dienste, die für Atlantic-Lokomotiven der Klasse C1 ausgelegt waren und damit selten ein Gewicht von 510 t (500 tn. l.) erreichten. Sie wurden zunächst von London King’s Cross vor Zügen Richtung Schottland eingesetzt, die keinen besonders straffen Fahrplan hatten. Bei einer Versuchsfahrt im September 1922 mit einem 630 t (620 tn. l.) schweren Zug, der aus 20 leeren Reisezugwagen bestand, legte die Nr. 1471 auf der East Coast Main Line die 170 km (105.5 mi) lange Strecke von King’s Cross nach Grantham in 122 Minuten zurück. Dies entspricht einer Durchschnittsgeschwindigkeit von 83,6 km/h.
Weil sich die Lokomotiven, die bei der GNR als Klasse A1 eingeordnet wurden, im täglichen Einsatz bewährten und während der Versuchsfahrten gute Resultate zeigten, bestellte die GNR weitere zehn Pacific-Lokomotiven mit den Nummern 1472 bis 1481, die bis August 1923 abgeliefert wurden. Bei der letzten Lokomotive wurden die auf dem Kessel angeordneten Bauteile und das Führerhaus niedriger gebaut, sodass die Lokomotive auch im Streckennetz der ehemaligen North British Railway (NBR) verkehren konnte, das im Vergleich zur GNR ein kleineres Lichtraumprofil aufwies. Obwohl bei Ablieferung die GNR bereits in die LNER eingegliedert war, hatten die Lokomotiven noch die GNR-Nummern, aber bereits den LNER-Anstrich ohne rotes Untergestell. Die später legendäre Flying Scotsman wurde jedoch an der British Empire Exhibition schon mit der LNER-Nummer 4472 und Namensschild ausgestellt. Bei der LNER erhielten die beiden Vorserienlokomotiven die Nummern 4470 und 4471, die Serien-Lokomotiven die Nummern 4472 bis 4481.

### Klasse A1

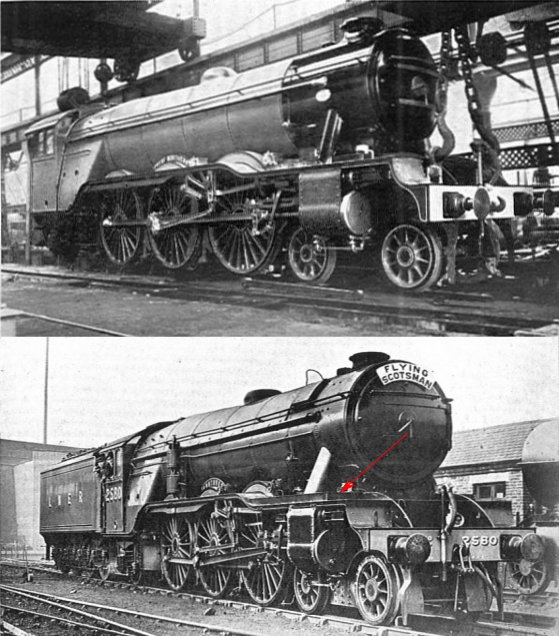
Oben: Lokomotive ohne Umbau der Steuerung, unten: Lokomotive mit umgebauter Steuerung, der Pfeil zeigt auf das Gehäuse über der Schieberschubstange

Die LNER übernahm ihre Methodik der Klassenbezeichnungen von der GNR und ordnete die Maschinen weiterhin ebenfalls als Klasse A1 ein. Im Sommer 1923 unterzog sie die A1 umfangreichen Erprobungen und Versuchsfahrten. Parallel dazu führte sie mit den nahezu zeitgleich von Vincent Raven für die North Eastern Railway (NER) gebauten Pacific-Lokomotiven der Klasse A2 ebenfalls Versuche durch. Bei diesem Vergleich setzten sich die GNR-Pacific-Lokomotiven gegenüber den A2 der NER als in Summe bessere und wirtschaftlichere Maschinen durch. Die Leistungsfähigkeit beider Bauarten war in etwa vergleichbar und beide waren in der Lage, die vorgesehenen Betriebsprogramme gut zu erfüllen, aber die A1 war, so die Ergebnisse, etwas wirtschaftlicher. Dies lag insbesondere daran, dass der Kohlenverbrauch während der Messfahrten etwa 8 % geringer war. In der Gesamtbetrachtung wurde die A1 insgesamt als die technisch fortschrittlichere Lokomotive beurteilt, auch wenn sich bspw. der Kessel der A2 etwas leistungsfähiger zeigte. Zudem stand der längere Radstand der A2 einem unbeschränkten netzweiten Einsatz bei der LNER entgegen. Daher wählte die LNER letztlich die A1 als ihre neue Standard-Schnellzuglokomotive aus. Noch 1924 wurden weitere 40 Lokomotiven bestellt, die die Nummern 2543 bis 2582 erhielten. Die eine Hälfte lieferten die LNER-eigenen Werkstätten in Doncaster, die andere erbaute die North British Locomotive Company (NBL) in Glasgow. Diese Lokomotiven wurden alle wie die Nr. 1481 für das kleinere Lichtraumprofil der ehemaligen NBR gebaut.
Nach der Ablieferung dieser Lokomotiven hatte die LNER 52 Pacific-Lokomotiven. Es waren bei der ehemaligen GNR 31, bei der ehemaligen NER 16 und bei der ehemaligen NBR 5 Lokomotiven eingeteilt. Dies erlaubte der LNER sämtliche Schnellzüge der East Coast Mainline, die zwischen London King’s Cross und Edinburgh verkehrten, sowie der West Riding Limited, ein Schnellzug, der von London King’s Cross über Doncaster und Leeds nach Bradford verkehrte, mit Pacific-Lokomotiven zu bespannen.
Gresley arbeitete ständig an Verbesserungen der Klasse A1. So wurden im Mai 1926 auf der Nr. 2562 Isinglass Versuche mit einem neuen Überhitzer der Bauart ‚E‘ gefahren. Er brachte aber im Vergleich zum Robinson-Überhitzer keine nennenswert höheren Dampftemperaturen, so dass die Änderung in der Serie nicht eingeführt wurde. Erfolgreicher war eine von Bert Spencer ausgearbeitete Änderung an der Steuerung, die das Fahren mit kleinen Füllungen optimierte und ab 1927 eingebaut wurde, wenn die Lokomotiven zur Revision kamen. Die Lokomotiven mit der modifizierten Steuerung sind leicht an einem erhöhten Gehäuse auf dem Laufblech zu erkennen, das das obere Ende des verlängerten oberen Arms des Voreilhebels und die Schieberschubstange abdeckt.
Das obere Bild zeigt eine Lokomotive ohne den Umbau, das untere Bild zeigt die Lokomotive Nr. 2580 Shotover mit dem Flying Scotsman-Headboard mit dem geänderten Ventilantrieb. Der rote Pfeil zeigt auf das erhöhte Gehäuse an der Laufplatte.

### Erhöhung des Kesseldrucks
Bei den 1925 durchgeführten Vergleichsfahrten mit einer der von Charles Collett entworfenen 2’C-Lokomotiven der GWR Castle-Klasse stellte sich heraus, dass diese Lokomotiven, die mit einem höheren Kesseldruck von 15,5 bar (225 lbf sq in) betrieben wurden, im Vergleich zu den A1-Lokomotiven wirtschaftlicher waren. Diese Erkenntnis veranlasste Gresley, einen neuen, leistungsstärkeren Kessel für die A1 zu konstruieren, der für einen Betriebsdruck von 15,2 bar (220 lbf sq in) anstelle von 12,4 bar (180 lbf sq in) ausgelegt war.
Der neue Kessel hatte auch einen größeren Überhitzer. Der breitere Dampfsammelkasten des neuen Überhitzers erforderte seitliche Ausschnitte an der Rauchkammer, die mit quadratischen Abdeckplatten verschlossen wurden – ein charakteristisches Merkmal der umgebauten Lokomotiven, die der neuen Klasse A3 zugeordnet wurden.
Der neue Kessel war schwerer als der Originalkessel der A1, was den Achsdruck der Lokomotive von 20,3 t (20 tn. l.) auf 22,4 t (22 tn. l.) erhöhte. Allerdings waren die Strecken mittlerweile so ausgebaut, dass der höhere Achsdruck kein Problem mehr darstellte.
Die erste A3-Lokomotive war die Nr. 4480 Enterprise, die während einer Revision den neuen Kessel erhielt und im Juli 1927 die Werkstätte in Doncaster verließ. Im gleichen Jahr folgten drei Lokomotiven, die im Streckennetz der ehemaligen NER verkehrten: die Nr. 2573 Harvester, die Nr. 2578 Bayardo und die Nr. 2580 Shotover. Diese Lokomotiven hatten aufgrund des höheren Kesseldrucks auch höhere Zugkräfte als die A1, was aber nicht benötigt wurde. Es wurde deshalb eine weitere Lokomotive, die Nr. 2544 Lemberg, umgebaut, die im Durchmesser auf 464 mm (18 1⁄4 in) verkleinerte Zylinder erhielt, womit die Zugkraft trotz des höheren Kesseldrucks ungefähr gleich der A1 war.

### Neubau-Lokomotiven der Klasse A3

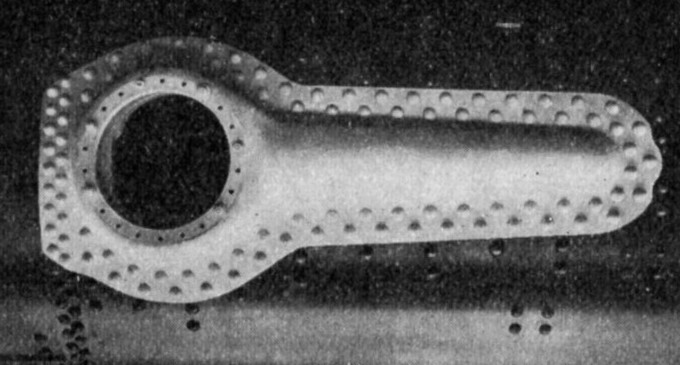
Banjo Dom, Außenansicht von oben ohne Domkappe und Kesselverkleidung, Führerhaus rechts

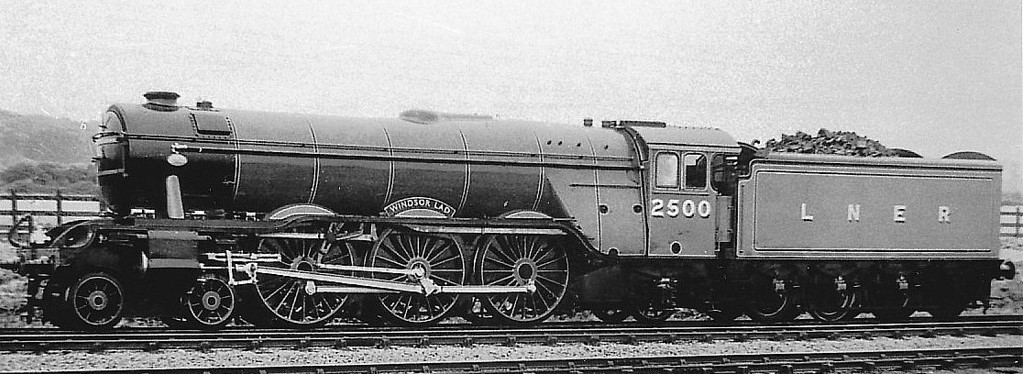
A3 Nr. 2500 Windsor Lad, erste Lokomotive der letzten Serie, ausgerüstet mit Banjodom

In den Jahren 1928 und 1929 wurden die ersten zehn in Doncaster neu gebauten A3-Lokomotiven in Dienst gestellt. Im Vergleich zu den A1 verfügten diese Lokomotiven mit den Nummern 2743 bis 2752 über kleinere Zylinder mit einem Durchmesser von 483 mm (19 in), die aber doch größer waren als diejenigen der Nr. 2544 Lemberg, so dass die Lokomotiven im Vergleich zu den A1 eine etwas größere Zugkraft hatten. Darüber hinaus war die Position des Lokführers im Führerstand von der rechten Seite auf die linken Seite verschoben worden. Diese Änderung verbesserte die Sicht auf die Signale im Hinblick auf die bevorstehende Einführung von Tageslichtsignalen, die die alten Formsignale ablösen sollten. Bei den britischen Eisenbahnen, die mit Linksverkehr betrieben werden, wurden die Tageslichtsignale in Fahrtrichtung links von der Strecke aufgestellt, die Formsignale waren mittig über der Strecke angeordnet. Die Lokomotiven wurden den Depots Doncaster (4), Kings Cross (3) und Carlisle (3) zugeteilt. Die Lokomotiven in Carlisle lösten auf der Waverley Line nach Edinburgh die letzten, noch von der North British Railway stammenden Atlantic-Lokomotiven der ehemaligen NBR-Klasse H vor den Schnellzügen nach Edinburgh ab, die nach der Einführung von Schlafwagen 3. Klasse von den Atlantic-Lokomotiven in der Hochsaison nur noch in Doppeltraktion bewältigt werden konnten.
Ab 1928 wurden die Nonstop-Fahrten zwischen London nach Edinburgh aufgenommen, 1930 folgten weitere acht Neubaulokomotiven aus Doncaster; die Nummern waren 2595 bis 2599 und 2795 bis 2797. Im Sommerfahrplan 1932 wurde die Fahrzeit der Nonstop-Fahrten London–Edinburgh von 8 Stunden und 15 Minuten auf siebeneinhalb Stunden gekürzt, der Dienst wurde aber bereits im Sommerfahrplan 1933 von den stromlinienverkleideten Lokomotiven der LNER-Klasse A4 übernommen. Die letzten neun A3 mit den Nummern 2500 bis 2508 wurden in den Jahren 1934 und 1935 gebaut. Sie hatten abweichend zum Rest der Serie den sogenannten „Banjodom“, das heißt der Dampfdom auf dem Kesselrücken hatte ein verlängertes Dampfsammelrohr mit zusätzlicher Fläche für die Wasserabscheidung. Das Rohr verlief unter einer schmalen Verlängerung des Dampfdoms in Richtung Führerhaus. Der Grundriss von Dampfdom und dieser Verlängerung erinnerte an ein Banjo.

### Umbau der Klasse A1 in die Klasse A3

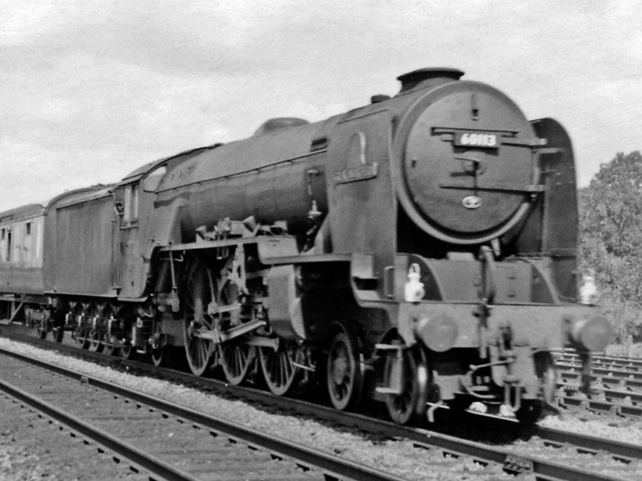
A1/1 Great Northern

Da die Leistung der Lokomotiven der Klasse A3 bei geringerem Wasser- und Kohleverbrauch deutlich war, wurden zwischen 1939 und 1948 mit einer Ausnahme alle verbleibenden A1-Lokomotiven in A3 umgebaut. Dieser Umbau erfolgte während der üblichen Revisionen, bei denen der Kessel stets ausgetauscht wurde, da die Überholung des Kessels mehr Zeit in Anspruch nahm als die Instandsetzung des Untergestells. Der Umbau der A1-Lokomotiven in A3-Lokomotiven war bis Ende 1948 abgeschlossen.
Ab 1945 wurden die noch nicht umgebauten A1 als A10 bezeichnet, um sie von der einzigen nicht in eine A3 umgebauten A1, der Vorserienlokomotive mit der Nr. 4470 Great Northern, zu unterscheiden. Die Great Northern wurde 1945 nach den Plänen von Gresleys Nachfolger Edward Thompson grundlegend umgebaut. Sie sollte als Prototyp einer neuen Pacific-Lokomotive für hochwertige Schnellzüge dienen und wurde in die Klasse A1/1 eingeteilt.

### Nach dem Zweiten Weltkrieg

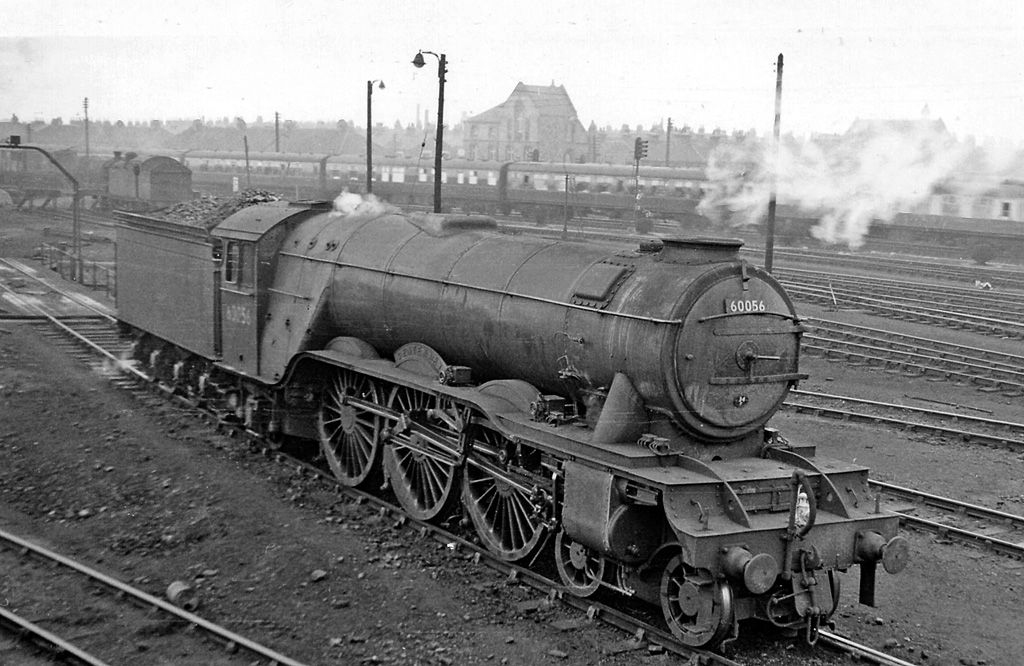
A3 60056 Centenary, ex LNER A1 2555, in York (1960)

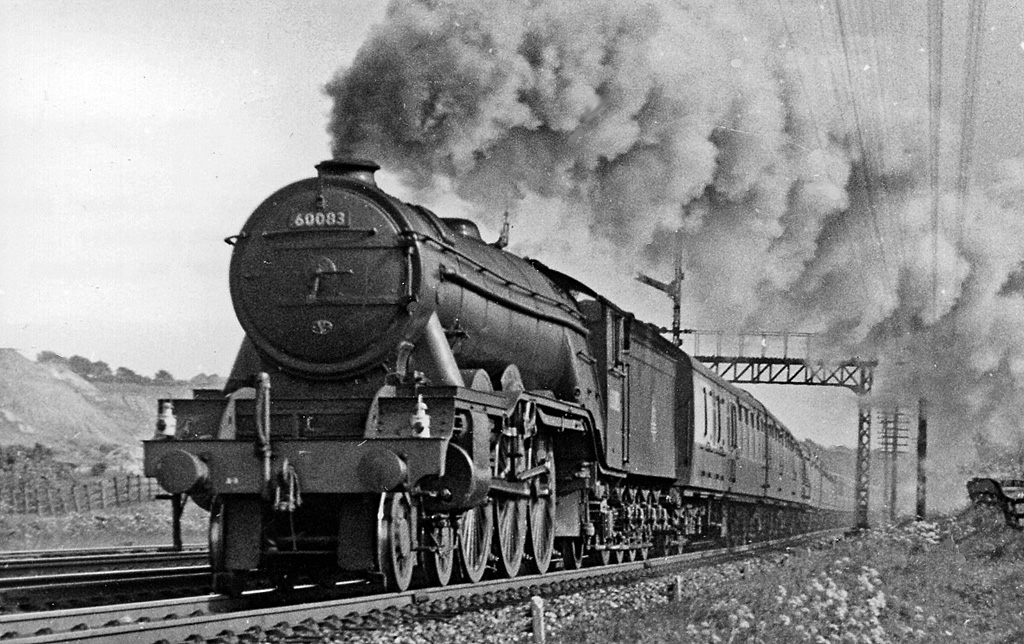
A3 60083 Sir Hugo mit dem Northumbrian bei Metal Bridge (1954)

Alle 79 A3-Lokomotiven überdauerten den Zweiten Weltkrieg. Ab 1954 erhielten einige A3 bei einem fälligen Kesseltausch die etwas leistungsfähigeren Kessel der LNER-Klasse A4. 1957 und 1958 wurden sämtliche A3 mit Kylchap-Blasrohranlagen ausgestattet, die bereits seit 1937 versuchsweise auf der Nr. 2751 Humorist eingebaut war.
Da die Schornsteine der Lokomotiven aufgrund der engen britischen Fahrzeugbegrenzungslinie sehr kurz waren, wurde die Sicht des Lokpersonals durch Dampf- und Rauchschwaden entlang des Kessels behindert. Erst gegen Ende der 1950er Jahre wurden nach deutschem Vorbild Witte-Windleitbleche montiert, wodurch dieses Problem gelöst wurde.
Die erste A3 wurde 1959 ausgemustert, gefolgt von den übrigen zwischen 1961 und 1966. Ab 1961 wurden die A3-Lokomotiven vor den hochwertigen Schnellzügen der East Coast Main Line schrittweise durch Deltic-Diesellokomotiven ersetzt. Zunächst übernahmen die A3 nachrangige Leistungen auf anderen Strecken, darunter auch Schnellzüge zwischen Leeds und Edinburgh, wurden jedoch rasch ausgemustert. Die letzte ausgemusterte Lokomotive war die Nr. 60052 Prince Palatine, die im Januar 1966 abgestellt wurde.

### Erhaltene Lokomotive

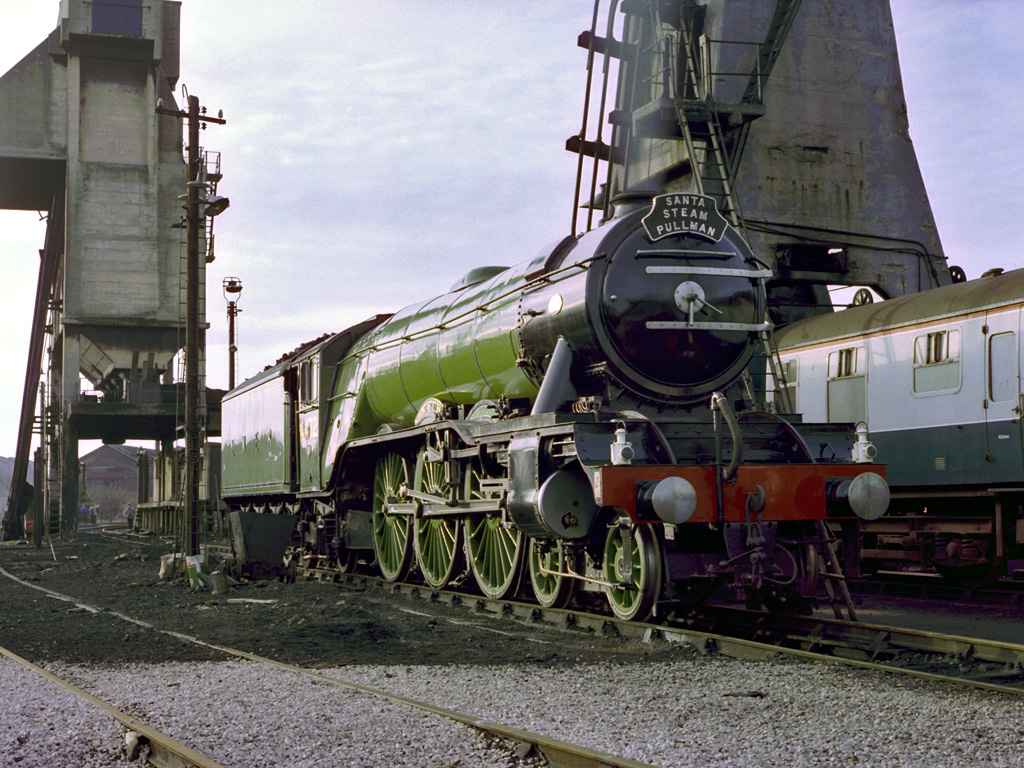
4472 im apfelgrüner LNER-Farbe in Steamtown, Carnforth (1982)

Die einzige erhaltene Lokomotive der Klasse A3 ist die Nr. 4472 Flying Scotsman, die oft als die bekannteste Dampflokomotive der Welt bezeichnet wird. Sie wurde 1963 von British Railways ausgemustert und unternahm im Privatbesitz zahlreiche Sonderfahrten. Über mehrere Jahre war sie in den USA, in Kanada und Australien im Einsatz, bevor sie nach England zurückkehrte, in den Bestand des National Railway Museum in York eingegliedert und betriebsfähig aufgearbeitet wurde. Seit 2016 wird sie vor Sonderzügen in ganz Großbritannien eingesetzt.

## Namen
Die Lokomotiven erhielten bei der LNER zwischen 1925 und 1926 ihre Namen. Alle Lokomotiven, mit Ausnahme von fünf, hatten Namen berühmter Rennpferde. Die Namensschilder waren über dem Radschutzkasten der mittleren Kuppelachse angebracht.
| Doncaster (1922–1923) | Doncaster (1922–1923) | Doncaster (1922–1923) | Doncaster (1922–1923) |
| LNER-Nr.              | Name                  | LNER-Nr.              | Name                  |
| --------------------- | --------------------- | --------------------- | --------------------- |
| 4470                  | Great Northern        | 4476                  | Royal Lancer          |
| 4471                  | Sir Frederick Banbury | 4477                  | Gay Crusader          |
| 4472                  | Flying Scotsman       | 4478                  | Hermit                |
| 4473                  | Solario               | 4479                  | Robert the Devil      |
| 4474                  | Victor Wild           | 4480                  | Enterprise 3)         |
| 4475                  | Flying Fox            | 4481                  | St. Simon             |

3) Bei Umbau zur A3-Klasse wurden die Zylinder der A1-Klasse belassen, Anfahrzugkraft bei 85 % des maximalen Kesseldrucks: 162 kN (36.465 lbf)
| Doncaster (1924–1925) | Doncaster (1924–1925) | Doncaster (1924–1925) | Doncaster (1924–1925) | North British Locomotive (1924) | North British Locomotive (1924) | North British Locomotive (1924) | North British Locomotive (1924) |
| LNER-Nr.              | Name                  | LNER-Nr.              | Name                  | LNER-Nr.                        | Name                            | LNER-Nr.                        | Name                            |
| --------------------- | --------------------- | --------------------- | --------------------- | ------------------------------- | ------------------------------- | ------------------------------- | ------------------------------- |
| 2543                  | Melton                | 2553                  | Prince of Wales 1)    | 2563                            | William Whitelaw                | 2573                            | Harvester 3)                    |
| 2544                  | Lemberg 2)            | 2554                  | Woolwinder            | 2564                            | Knight of the Thistle           | 2574                            | St Frusquin                     |
| 2545                  | Diamond Jubilee       | 2555                  | Centenary 5)          | 2565                            | Merry Hampton 4)                | 2575                            | Galopin                         |
| 2546                  | Donovan               | 2556                  | Ormonde               | 2566                            | Ladas                           | 2576                            | The White Knight                |
| 2547                  | Doncaster             | 2557                  | Blair Athol 4)        | 2567                            | Sir Visto                       | 2577                            | Night Hawk                      |
| 2548                  | Galtee More           | 2558                  | Tracery               | 2568                            | Sceptre                         | 2578                            | Bayardo 3)                      |
| 2549                  | Persimmon             | 2559                  | The Tetrarch          | 2569                            | Gladiateur                      | 2579                            | Dick Turpin                     |
| 2550                  | Blink Bonny           | 2560                  | Pretty Polly          | 2570                            | Tranquil                        | 2580                            | Shotover 3)                     |
| 2551                  | Prince Palatine       | 2561                  | Minoru                | 2571                            | Sunstar                         | 2581                            | Neil Gow                        |
| 2552                  | Sansovino             | 2562                  | Isinglass             | 2572                            | St Gatien                       | 2582                            | Sir Hugo                        |

1) zuerst Manna
2) Lokomotive mit abweichendem Zylinderdurchmesser von 470 mm (18 1⁄2 in), Anfahrzugkraft bei 85 % des maximalen Kesseldrucks: 133 kN (30.362 lbf)
3) Bei Umbau zur A3-Klasse wurden die Zylinder der A1-Klasse belassen, Anfahrzugkraft bei 85 % des maximalen Kesseldrucks: 162 kN (36.465 lbf).
4) Mit Kessel der P1 zu A3 umgebaut
5) Erste Lokomotive mit geänderter Steuerung
| Doncaster (1928–1929) | Doncaster (1928–1929) | Doncaster (1930) | Doncaster (1930) | Doncaster (1934–1935) 1) | Doncaster (1934–1935) 1) |
| LNER-Nr.              | Name                  | LNER-Nr.         | Name             | LNER-Nr.                 | Name                     |
| --------------------- | --------------------- | ---------------- | ---------------- | ------------------------ | ------------------------ |
| 2743                  | Felstead              | 2595             | Trigo            | 2500                     | Windsor Lad              |
| 2744                  | Grand Parade          | 2596             | Manna            | 2501                     | Colombo                  |
| 2745                  | Captain Cuttle        | 2597             | Gainsborough     | 2502                     | Hyperion                 |
| 2746                  | Fairway               | 2598             | Blenheim         | 2503                     | Firdaussi                |
| 2747                  | Coronach              | 2599             | Book Law         | 2504                     | Sandwich                 |
| 2748                  | Colorado              | 2795             | Call Boy         | 2505                     | Cameronian               |
| 2749                  | Flamingo              | 2796             | Spearmint        | 2506                     | Salmon Trout             |
| 2750                  | Papyrus               | 2797             | Cicero           | 2507                     | Singapore                |
| 2751                  | Humorist              |                  |                  | 2508                     | Brown Jack               |
| 2752                  | Spion Kop             |                  |                  |                          |                          |

1) alle Lokomotiven mit Kesseln mit Banjodom ausgeliefert

## Bemerkenswerte Fahrten

### Nonstop-Langstreckenfahrten
Die Lokomotiven der Baureihen A1 und A3 konnten die 632 km (393 mi) lange Strecke von London nach Edinburgh ohne Halt zurücklegen. Für diese Fahrten waren fünf Lokomotiven mit Korridortendern gekuppelt, die den Personalwechsel während der Fahrt erlaubten. Wasser konnte während der Fahrt mit der Schöpfvorrichtung aus Trögen gefasst werden, außerdem war der Kohlenvorrat dieser Tender um eine Tonne vergrößert.
Die erste Nonstop-Fahrt auf dieser Strecke fand am 1. Mai 1928 statt und war damals eine Sensation. Die fahrplanmäßige Fahrzeit betrug anfangs 8 Stunden und 15 Minuten, da dies den Vereinbarungen entsprach, dass Züge, die über die East Coast Main Line von London nach Edinburgh fuhren, mindestens 8 Stunden und 15 Minuten benötigten. Für Züge über die West Coast Main Line waren mindestens 9 Stunden vorgesehen. Diese Vereinbarung wurde im August 1885 getroffen, nachdem konkurrierende Bahngesellschaften versucht hatten, die Fahrzeiten gegenseitig zu unterbieten, indem Zwischenstopps gestrichen wurden und der Eisenbahnbetrieb durch Fahren mit zu hohen Geschwindigkeiten gefährdet wurde. Aufgrund des Abkommens konnte der erste fahrplanmäßige Nonstop-Zug ohne Probleme den Fahrplan einhalten und legte die Strecke in 8 Stunden und 3 Minuten zurück. Die Fahrten fanden nur während der Sommersaison statt. Im Sommerfahrplan 1932 wurde die Fahrzeit auf siebeneinhalb Stunden gekürzt, was eine beachtliche Reisegeschwindigkeit von 84,3 km/h (52,4 mph) ergab. Ab dem Sommerfahrplan 1933 wurden die A3 nicht mehr in diesen Diensten eingesetzt, weil die Nonstop-Fahrten von der stromlinienverkleideten Klasse A4 übernommen wurden.
Die Nonstop-Fahrten der LNER waren primär eine Antwort auf die von der London, Midland and Scottish Railway (LMS) im Winterfahrplan 1927/28 eingeführten 300 km (482 mi) langen Nonstop-Fahrten zwischen London und Carlisle und erlaubten der LNER, den Weltrekord für die längste Nonstop-Fahrt von der LMS zurückzuholen. Im Vergleich zu anderen Fahrten hatte der Fahrplan viel Fahrzeitreserve und die Lokomotiven waren dank des nur 390 t schweren Zuges nicht stark gefordert.

### Geschwindigkeitsrekorde
Die noch nicht zur A3 umgebaute Nr. 4472 Flying Scotsman fuhr am 30. November 1934 als erste britische Lokomotive offiziell 100 mph (161 km/h), ein Rekord, der seit 1904 inoffiziell von der GWR-Lokomotive Nr. 3440 City of Truro gehalten wurde. Diese 2’B-Lokomotive der GWR-Klasse 3700 wurde vor Schnellzügen von London nach dem Südwesten Englands eingesetzt.
Noch schneller fuhr die A3 Nr. 2750 Papyrus am 5. März 1935. Auf einer Langstrecken-Versuchsfahrt zwischen Newcastle und London erreichte sie mit einem 220 t schweren Zug 174 km/h und auf 431,7 km eine Durchschnittsgeschwindigkeit von 109 km/h. Damit blieb sie die schnellste unverkleidete Dampflokomotive in Großbritannien, denn schneller waren nur die Stromlinienlokomotiven der LNER-Klasse A4 und der Coronation-Klasse der London, Midland and Scottish Railway (LMS).
Im Normalbetrieb erreichten die Lokomotiven etwas mehr als 90 mph (145 km/h) bei der Talfahrt auf einem 5-‰-Gefälle.

## Technik
Die Heißdampflokomotiven hatten die Achsfolge 2’C1’. Das führende zweiachsige Drehgestell gewährleistete besonders gute Laufeigenschaften bei hohen Geschwindigkeiten. Die Schleppachse stützte den schweren Stehkessel. Sie war seitlich um 64 mm verschiebbar in einem Außenrahmen gelagert, wobei die Gleitbahnen der Achslager schräg angeordnet waren, die ein Auslenken der Achse um einen virtuellen Drehpunkt ermöglichten. Diese von F.J. Cartazzi entwickelte Bauart wurde bei vielen Lokomotiven der LNER verwendet.

### Gewichtsverteilung
Obwohl die Lokomotiven äußerlich einen hecklastigen Eindruck erweckten, gelang es, das auf der hinteren Laufachse lastende Gewicht gering zu halten und so einen häufigen Schwachpunkt vieler Pacific-Lokomotiven zu vermeiden. Um das Gewicht der Lokomotive möglichst weit nach vorne zu verlagern, verwendete Gresley einen Kessel mit Verbrennungskammer, was dazu führte, dass die hintere Rohrwand des Langkessels und damit der Schwerpunkt weiter nach vorne verschoben wurden. Auch bei der Schleppachse selbst wurde Gewicht eingespart, indem auf ein Deichselgestell zugunsten einer im Hauptrahmen gelagerten Cartazzi-Schleppachse verzichtet wurde.

### Dreizylinder-Triebwerk
Die Kuppelradsätze wurden von drei Dampfzylindern angetrieben, wobei alle Zylinder auf die zweite Kuppelachse arbeiteten, die als Kropfachse ausgebildet war. Alle Zylinder wurden mit Frischdampf versorgt. Die Lokomotiven waren wie alle Dreizylinderlokomotiven von Sir Nigel Gresley mit seiner speziellen Steuerung für den Mittelzylinder ausgestattet. Bei dieser Steuerung wird die Bewegung des Schiebers des Innenzylinders über ein Gestänge abgeleitet, das vor den Zylindern angebracht ist und von der herkömmlichen Walschaerts-Steuerung der Außenzylinder bewegt wird.
Gresleys Bauweise, die nur zwei einfache Hebel erforderte, hatte den Vorteil, dass auf ein schlecht zugängliches drittes Steuerungsgestänge zwischen den Rädern verzichtet werden konnte. Allerdings wurde mit betriebsbedingt zunehmendem Verschleiß das Lagerspiel so groß, dass es nicht mehr möglich war, alle drei Zylinder gleichmäßig mit Dampf zu versorgen, weil sich die spielbedingten Ungenauigkeiten der beiden Außensteuerungen und des Übertragungsgestänges addierten.

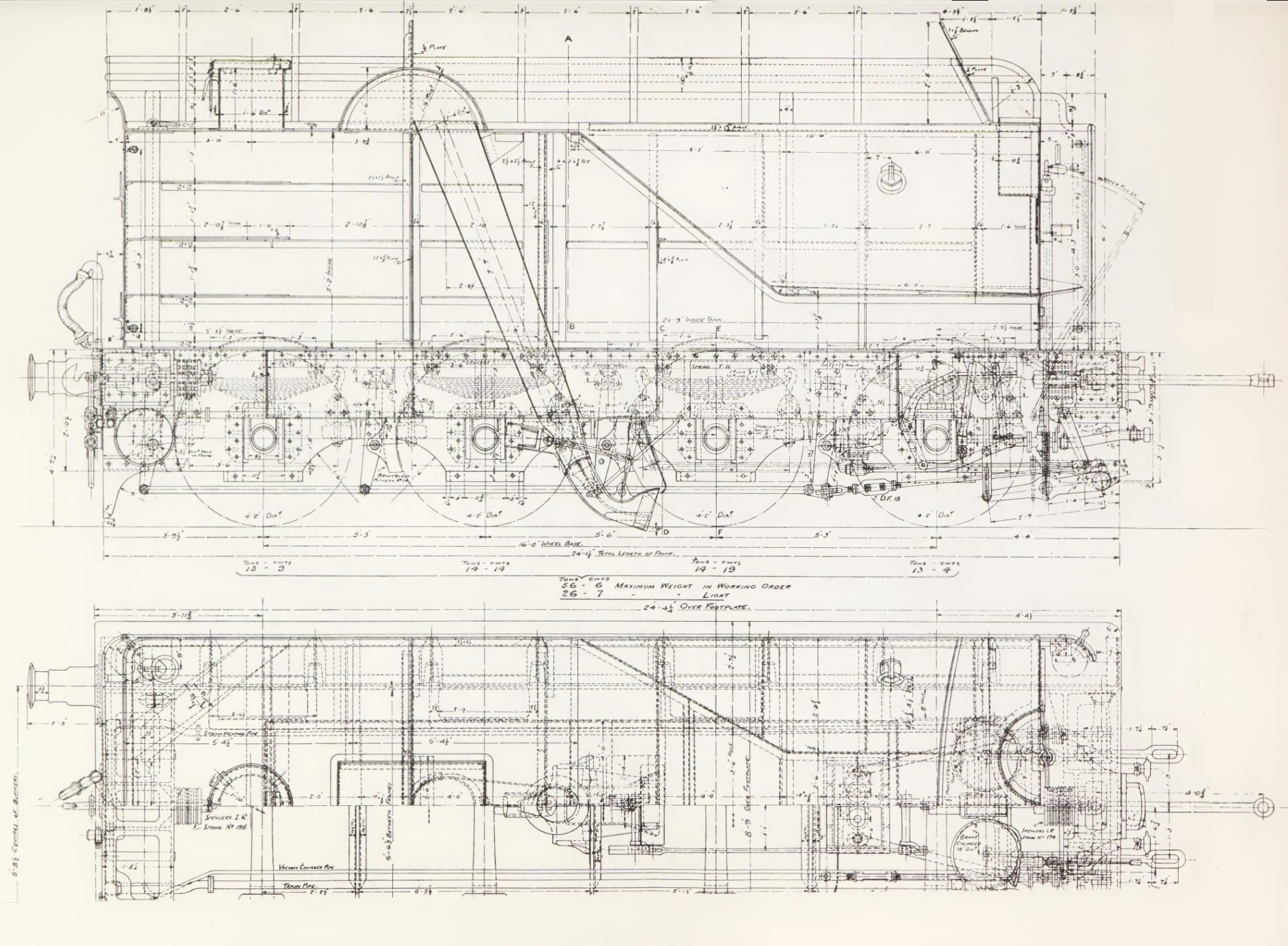
Standard-Tender der A1 und A3

### Tender

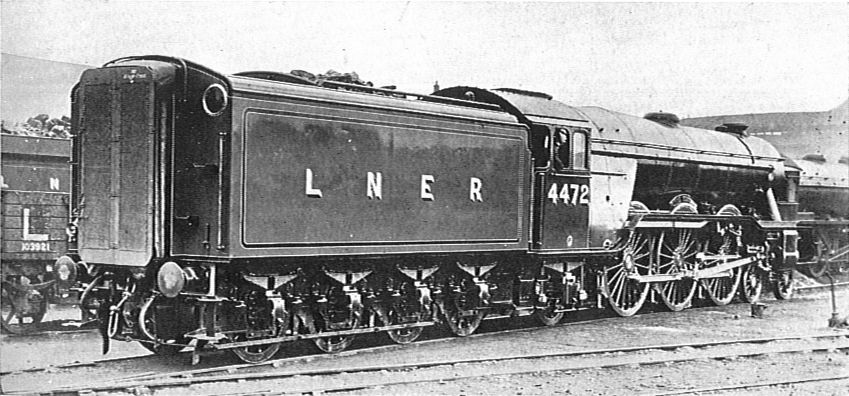
Lokomotive 4472 Flying Scotsman mit Korridor-Tender

Die A1 und A3 waren mit vierachsigen Schlepptendern mit Schöpfeinrichtung gekuppelt, um während der Fahrt Wasser aus den zwischen den Schienen angeordneten Trögen zu fassen. Die Tender waren Steifrahmentender mit fest im Rahmen gelagerten Radsätzen ohne Drehgestelle.
Zehn Lokomotiven waren mit Korridortendern gekuppelt, die einen schmalen Seitengang für den Personalwechsel während der Fahrt hatten. Der Gang war nur 46 cm breit und 152 cm hoch. Es wird berichtet, dass Gresley zu Hause im Esszimmer Stühle gegen die Wand stellte, um die Maße des Gangs zu bestimmen. Unter dem Gang war Ballast angeordnet, der die fehlenden Vorräte im Gang simulierte und somit verhinderte, dass der Tender infolge der einseitigen Anordnung der Vorräte schief stand. Der Kohlenvorrat der Korridortender wurde im Vergleich zu den Standardtendern um eine Tonne vergrößert.

## Güterzug-Variante

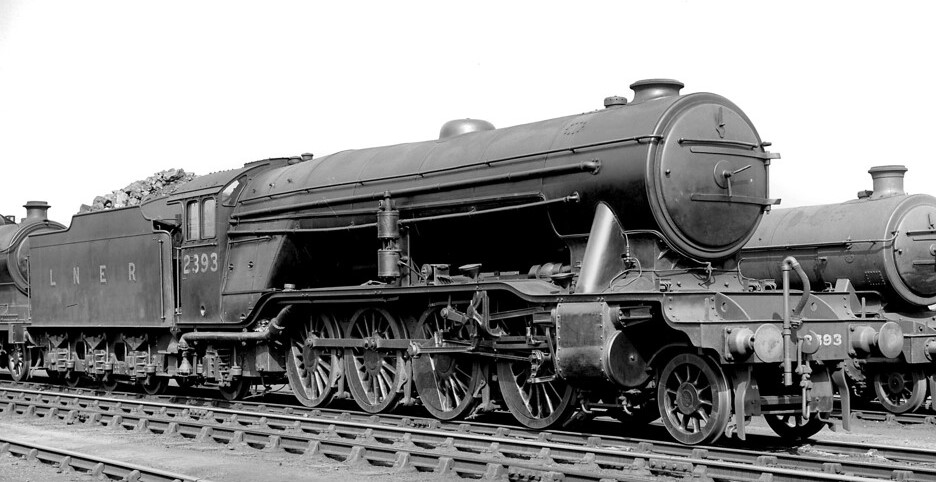
Güterzuglokomotive der LNER-Klasse P1 Nr. 2393

Aus der LNER-Klasse A1 leitete Gresley die Güterzuglokomotiven der LNER-Klasse P1 mit der Achsfolge 1’D1’ Mikado ab. Es wurden lediglich zwei Lokomotiven mit den Nummern 2392 und 2394 gebaut, deren Kessel, Zylinder und Triebwerk baugleich mit der A1 waren. Die Lokomotiven hatten im Vergleich zu anderen Güterzuglokomotiven große Kuppelräder mit einem Durchmesser von 1575 mm (5 ft 2 in) und ein Booster-Triebwerk auf der Schleppachse unter der Feuerbüchse. Die beiden Lokomotiven wurden ausschließlich im schweren Kohlenverkehr zwischen Peterborough und London eingesetzt und bereits 1945 ausgemustert.